# Bülgesbach mit Hangwäldern
Koordinaten: 50° 29′ 47″ N, 6° 47′ 11″ O
Das Naturschutzgebiet Bülgesbach mit Hangwäldern liegt auf dem Gebiet der Stadt Bad Münstereifel im Kreis Euskirchen in Nordrhein-Westfalen.
Das Gebiet erstreckt sich südlich der Kernstadt Bad Münstereifel und südlich von Schönau, einem Stadtteil von Bad Münstereifel, entlang des Bülgesbaches. Nördlich des Gebietes verläuft die Landesstraße L 165 und westlich die L 151. Am südlichen Rand verläuft die Landesgrenze zu Rheinland-Pfalz.

## Bedeutung
Das etwa 81,0 ha ha große Gebiet wurde im Jahr 2007 unter der Schlüsselnummer EU-163 unter Naturschutz gestellt.